# Full Time Sports

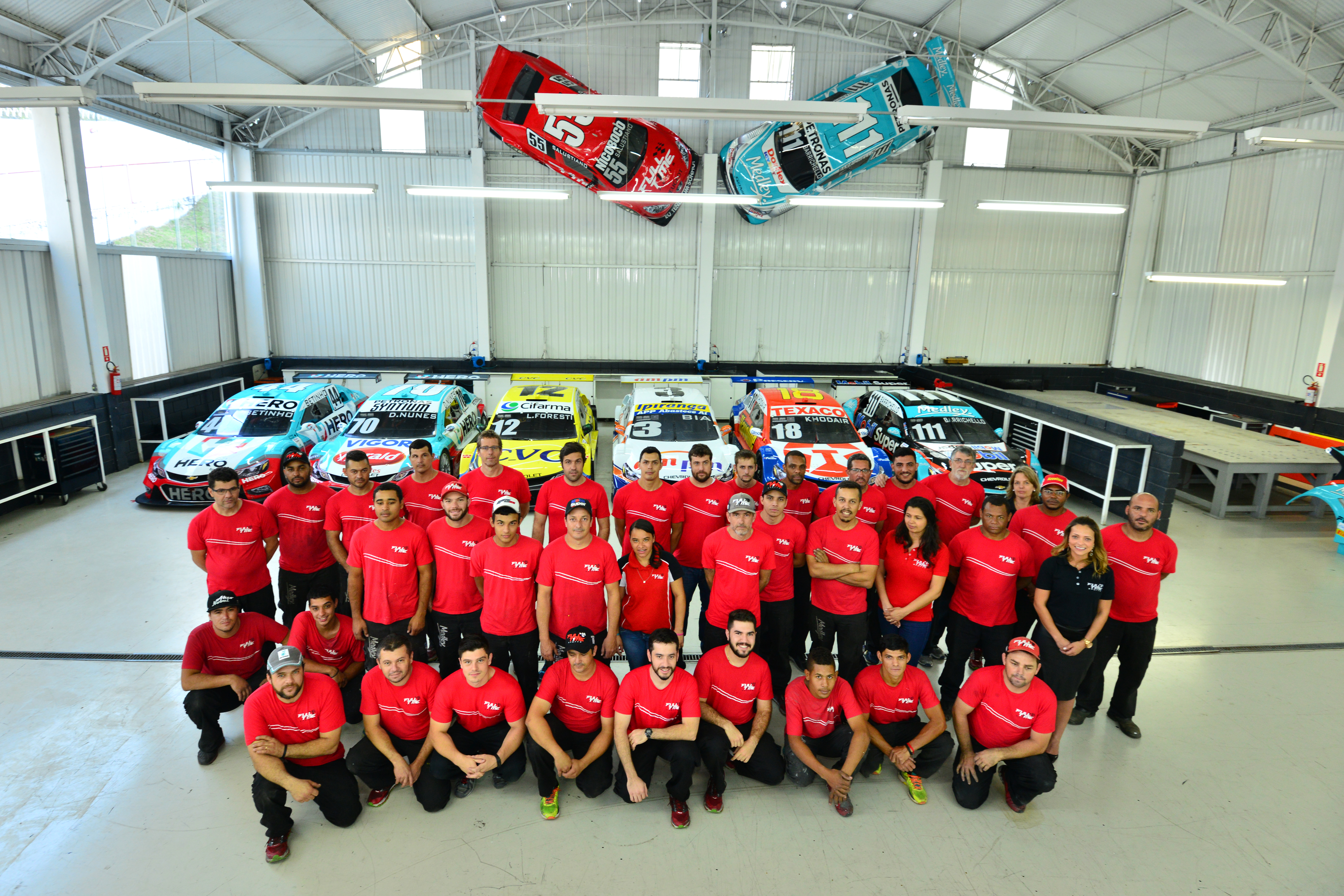
Sede da equipe localizada em Vinhedo

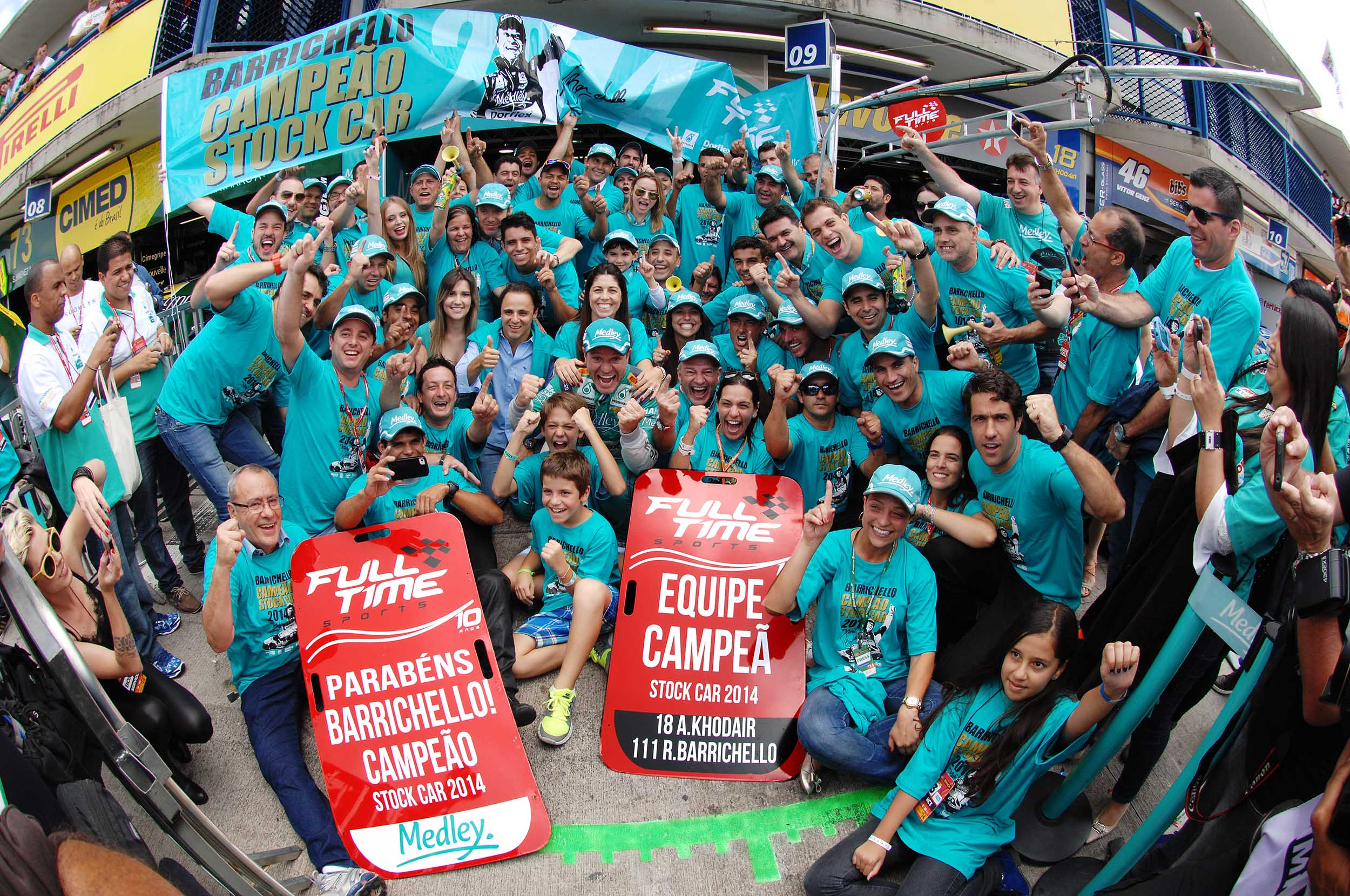
Equipe Campeã na Stock Car em 2014

Full Time Sports é uma equipe brasileira de automobilismo, com sede em Vinhedo. Campeã da Stock Car Brasil em 2014 com Rubens Barrichello, a equipe comandada por Mauricio Ferreira foi fundada em 2004. Com passagem pelas principais categorias de automobilismo brasileiro, tais como Fórmula Renault, Fórmula 3 Brasil, Super Clio, Stock Car Light, Pick-Up Racing, Trofeo Linea Fiat, GT Brasil e Brasileiro de Marcas.
Em 24 de setembro de 2012, Rubens Barrichello confirmou a sua participação na última etapa da temporada da Stock Car Brasil de 2012, a convite da equipe. Durante os primeiros testes realizados, no dia 15 de outubro, foi divulgado que sua estreia na categoria seria antecipada para a segunda etapa de Curitiba. Após largar em 15º lugar no grid, Barrichello sofreu com a confusão na largada e um pneu furado, terminando a corrida em 22º lugar. Em 27 de dezembro, Rubinho confirmou o acerto para a temporada de 2013.
Em 2014, Barrichello conquistou a primeira vitória na categoria ao vencer a "Corrida do Milhão", disputada em Goiânia. Em 30 de novembro, sagrou-se campeão ao chegar em terceiro lugar na última corrida da temporada, disputada no autódromo de Curitiba. Com a conquista do título, Mauricio Ferreira tornou-se o chefe de equipe mais jovem a vencer a principal categoria de automobilismo nacional.[carece de fontes?]
Em 2018, a equipe disputou a Stock Car com os pilotos: Rubens Barrichello (carro #111), Ricardo Mauricio (carro #90), Nelson Piquet Jr (carro #33) e Diego Nunes (carro #70).

## Resultados
| Ano  | Carro           | Nº  | Piloto             | 1   | 2   | 3   | 4  | 5  | 6   | 7  | 8   | 9   | 10  | 11  | 12  | 13 | 14 | 15 | 16 | 17 | 18  | 19 | 20  | 21  | Pontos | Pos. |
| ---- | --------------- | --- | ------------------ | --- | --- | --- | -- | -- | --- | -- | --- | --- | --- | --- | --- | -- | -- | -- | -- | -- | --- | -- | --- | --- | ------ | ---- |
| 2010 | Peugeot 307     | 18  | Allam Khodair      | 23  | 1   | 20  | 4  | 10 | 24  | 13 | 9   | 10  | 1   | 5   | Ret |    |    |    |    |    |     |    |     |     | 251    | 4º   |
| 2010 | Peugeot 307     | 80  | Marcos Gomes       | Ret | 6   | 18  | 2  | 13 | 7   | 2  | 2   | 20  | 22  | 15  | 4   |    |    |    |    |    |     |    |     |     | 229    | 8º   |
| 2011 | Peugeot 307     | 80  | Marcos Gomes       | 14  | Ret | 6   | 5  | 3  | 4   | 11 | Ret | 2   | 9   | 6   | 8   |    |    |    |    |    |     |    |     |     | 234    | 7º   |
| 2011 | Peugeot 307     | 99  | Xandinho Negrão    | Ret | Ret | 7   | 18 | 10 | Ret | 6  | 21  | 16  | 23  | DSQ | 19  |    |    |    |    |    |     |    |     |     | 25     | 18º  |
| 2012 | Peugeot 408     | 80  | Marcos Gomes       | 11  | 5   | Ret | 5  | 7  | 21  | NP | NP  | NP  | NP  | NP  | NP  |    |    |    |    |    |     |    |     |     | 56     | 21º  |
| 2012 | Peugeot 408     | 99  | Xandinho Negrão    | 20  | 25  | 14  | 10 | 20 | 22  | 10 | 21  | Ret | 19  | 28  | 24  |    |    |    |    |    |     |    |     |     | 33     | 27º  |
| 2013 | Chevrolet Sonic | 82  | Alceu Feldmann     | 29  | 27  | 21  | 15 | 11 | 23  | 12 | 27  | Ret | Ret | 20  | 21  |    |    |    |    |    |     |    |     |     | 28     | 27º  |
| 2013 | Chevrolet Sonic | 111 | Rubens Barrichello | 25  | 19  | 20  | 2  | 4  | 13  | 5  | 25  | 12  | 10  | 11  | 8   |    |    |    |    |    |     |    |     |     | 120    | 8º   |
| 2014 | Chevrolet Sonic | 18  | Allam Khodair      | Ret | 10  | 20  | 14 | 17 | 6   | 17 | 7   | 12  | Ret | 3   | 20  | 7  | 3  | 3  | 21 | 2  | 19  | 1  | 21  | 5   | 185    | 4º   |
| 2014 | Chevrolet Sonic | 111 | Rubens Barrichello | 9   | 16  | NL  | 24 | 4  | 9   | 2  | 1   | 1   | 18  | 7   | 2   | 4  | 6  | 19 | 11 | 9  | 2   | 4  | 4   | 3   | 234    | 1º   |
| 2015 | Chevrolet Sonic | 18  | Allam Khodair      | 3   | 9   | 12  | 7  | 14 | Ret | 21 | 2   | 9   | 2   | Ret | Ret | 3  | 7  | 2  | 7  | 2  | Ret | 1  | Ret | Ret | 184    | 5º   |
| 2015 | Chevrolet Sonic | 111 | Rubens Barrichello | 14  | 8   | 6   | 4  | 5  | 9   | 2  | 3   | Ret | 11  | 8   | 20  | 23 | 10 | 5  | 4  | 12 | 6   | 6  | 2   | Ret | 188    | 4º   |